# Sampsons Island Wildlife Sanctuary
Das Sampsons Island Wildlife Sanctuary ist ein 37 Acres (15 ha) umfassendes Schutzgebiet bei Barnstable im Bundesstaat Massachusetts der Vereinigten Staaten. Es wird von der Massachusetts Audubon Society verwaltet.

## Schutzgebiet
Das Schutzgebiet befindet sich unmittelbar vor der Küste des Cape Cod und ist Teil eines Strandwallsystems. Insbesondere Gelbfuß-Regenpfeifer, Antillenseeschwalben, Fluss-Seeschwalben und Braunmantel-Austernfischer nisten dort regelmäßig am Strand bzw. in den Salzwiesen, weshalb das Gebiet als Important Bird Area ausgewiesen ist. Wanderwege stehen nicht zur Verfügung, jedoch können vom Long Pasture Wildlife Sanctuary aus Kajaktouren zur Insel gebucht werden.